# Crixus
Crixus (d. 72 î.Hr.) a fost un sclav roman, amintit în cartea lui Rafaelo Giovagnoli intitulată "Spartacus". 
El ar fi fost un conducător al legiunilor sale și printre primii care a intrat în Liga Asupriților, organizație secretă formată de Spartacus pentru a înlătura sclavia. Stă și luptă alături de Spartacus, victorios în multe bătălii; moare în urma unui complot la poalele muntelui Garganus.
Ademenit într-o cursă de către o curtezană, Eutibida, care era si contubernal a lui Spartacus îi transmite informații incorecte și ordine false. Marcus Crassus îl lovește fulgerător măcelărindu-i trupele în scurt timp.

## Vezi și
- Răscoala lui Spartacus